# カラマゾフの兄弟 (1958年の映画)
『カラマゾフの兄弟』（カラマゾフのきょうだい、The Brothers Karamazov）は、1958年のアメリカ合衆国のドラマ映画。監督はリチャード・ブルックス、出演はユル・ブリンナーとマリア・シェルなど。ドストエフスキーの同名小説を映画化した作品で、心理的な葛藤よりもメロドラマの要素に重点が置かれている。

## キャスト
※括弧内は日本語吹替（初回放送1972年2月17日『木曜洋画劇場』）
- ドミトリイ: ユル・ブリンナー（森川公也） - カラマゾフ家長男。
- グルシェンカ: マリア・シェル（小原乃梨子） - ドミトリイに気がある情熱的な女。
- カーチャ: クレア・ブルーム（池田昌子） - ドミトリイの婚約者。
- フョードル: リー・J・コッブ（金井大） - ドミトリイの父親。グルシェンカに執心。
- スメルジャーコフ: アルバート・サルミ - カラマゾフ家の召使。
- イヴァン: リチャード・ベイスハート - カラマゾフ家次男。
- アレクセイ: ウィリアム・シャトナー - カラマゾフ家三男。

## 評価
第31回アカデミー賞においてリー・J・コッブが助演男優賞にノミネートされた。
本作が映画デビュー作となるアルバート・サルミは、本作と『無頼の群』の2作品での演技により、同年のナショナル・ボード・オブ・レビュー賞で助演男優賞を受賞している。